# شویکار
شویکار (عربی: شويكار؛ ۲۴ نوامبر ۱۹۳۸ - ۱۴ اوت ۲۰۲۰) هنرپیشه اهل مصر است و اصالتی ترک دارد. او در بیش از پنجاه فیلم ایفای نقش کرده‌است.